# Gujański Komitet Olimpijski
Gujański Komitet Olimpijski – stowarzyszenie związków i organizacji sportowych, zajmujące się organizacją udziału reprezentacji Gujany w igrzyskach olimpijskich oraz upowszechnianiem idei olimpijskiej i promocją sportu, a także reprezentowaniem gujańskiego sportu w organizacjach międzynarodowych, w tym w Międzynarodowym Komitecie Olimpijskim.